# Sylvia Beach
Sylvia Beach, född under namnet Nancy Woodbridge Beach den 14 mars 1887 i Baltimore, Maryland och död 5 oktober 1962, var en amerikansk bokhandlare, förläggare och översättare. Hon var ägare av bokhandeln och lånebiblioteket Shakespeare and Company på 12 Rue de l'Odéon, i Paris latinkvarter.
Hennes far, som var presbyterianistisk pastor, tog på grund av sitt arbete med familjen till Paris 1901. Sylvia trivdes så bra där att hon återvände och bosatte sig där för gott 1916 efter att ha arbetat som sjuksköterska under första världskriget. Tillsammans med sin väninna Adrienne Monnier startade hon Shakespeare and Company 1919 och deras idé var att sälja och marknadsföra engelskspråkig litteratur i Paris. 
Beach kanske största insats var att hon 1922 vågade ge ut James Joyces kontroversiella roman Odysseus (Ulysses) som trycktes av Darantière i Dijon. 
Hon var tvungen att stänga sin bokhandel 1941 i och med den tyska ockupationen av Paris under andra världskriget. 1943 blev Beach fängslad av tyskarna i några månader.
1959 gav Beach ut sina memoarer Shakespeare and Company som innehåller detaljerade berättelser om det kulturella livet och människorna i Paris under mellankrigstiden. Violette Leduc berättar i sin självbiografi Oäktingen (1964) om sina möten med Sylvia Beach och om den atmosfär som präglade bokaffären.
Hon bodde i Paris fram till sin död 1962 och ligger begravd på Princetonkyrkogården i New Jersey.